# Michał Ostrowski (1911–1982)
Michał Ostrowski (ur. 11 września 1911 w Kielnarowej, zm. 17 sierpnia 1982 w Rzeszowie) – działacz SL i ZSL, przewodniczący Prezydium Wojewódzkiej Rady Narodowej w Rzeszowie (1961–1965).

## Życiorys
Urodził się 11 września 1911 w Kielnarowej. Ukończył tylko szkołę podstawową, następnie z powodu trudnej sytuacji materialnej w wieku 15 lat podjął pracę w kamieniołomach. Podczas ówczesnej sytuacji politycznej postępowe organizacje głosiły rewolucyjne hasła, które zbliżyły go do lewicy. W powiecie rzeszowskim był jednym z organizatorów i aktywnym działaczem Związku Młodzieży Wiejskiej „Wici”, a wkrótce został wybrany prezesem Zarządu Powiatowego ZMW „Wici”. Podczas niesprzyjającej sytuacji politycznej był wielokrotnie aresztowany i skazywany na więzienie. Pomimo prześladowań nadal był aktywistą Związku Sąsiedzkiego i brał udział w wyborach do gminnych rad narodowych. Następnie przystąpił do lewicowego Stronnictwa Ludowego i był współorganizatorem protestów chłopskich i strajków rolnych w latach 30. XX wieku, w Małopolsce. W czasie okupacji wstąpił do Batalionów Chłoposkich i tworzył konspiracyjne rady narodowe.
Po wyzwoleniu był współorganizatorem Powiatowej i Wojewódzkiej Rady Narodowej w Rzeszowie. We wrześniu 1944 został powołany na stanowiska wicewojewody rzeszowskiego i pełnił obowiązki pełnomocnika ds. reformy rolnej w powiecie rzeszowskim. W 1945 został wybrany prezesem Wojewódzkiego Zarządu SL (lubelskiego). Po odbyciu kursu administracyjnego, do 1949 był starostą powiatowym w Brzozowie. Następnie był prezesem Wojewódzkiego Zarządu SL w Rzeszowie, a po zjednoczeniu ruchu ludowego był wiceprezesem Wojewódzkiego Komitetu Zjednoczonego Stronnictwa Ludowego. Był zastępcą przewodniczącego WRN, a następnie pracował w wiejskiej spółdzielczości jako kierownik Wydziału Skupu i dyrektor Wojewódzkiego Związku Spółdzielni Mleczarskich.
22 kwietnia 1961 został wybrany na przewodniczącego Prezydium Wojewódzkiej Rady Narodowej w Rzeszowie (z uprawnieniami wojewody). 30 marca 1965 po upływie kadencji złożył rezygnację i przeszedł na emeryturę.

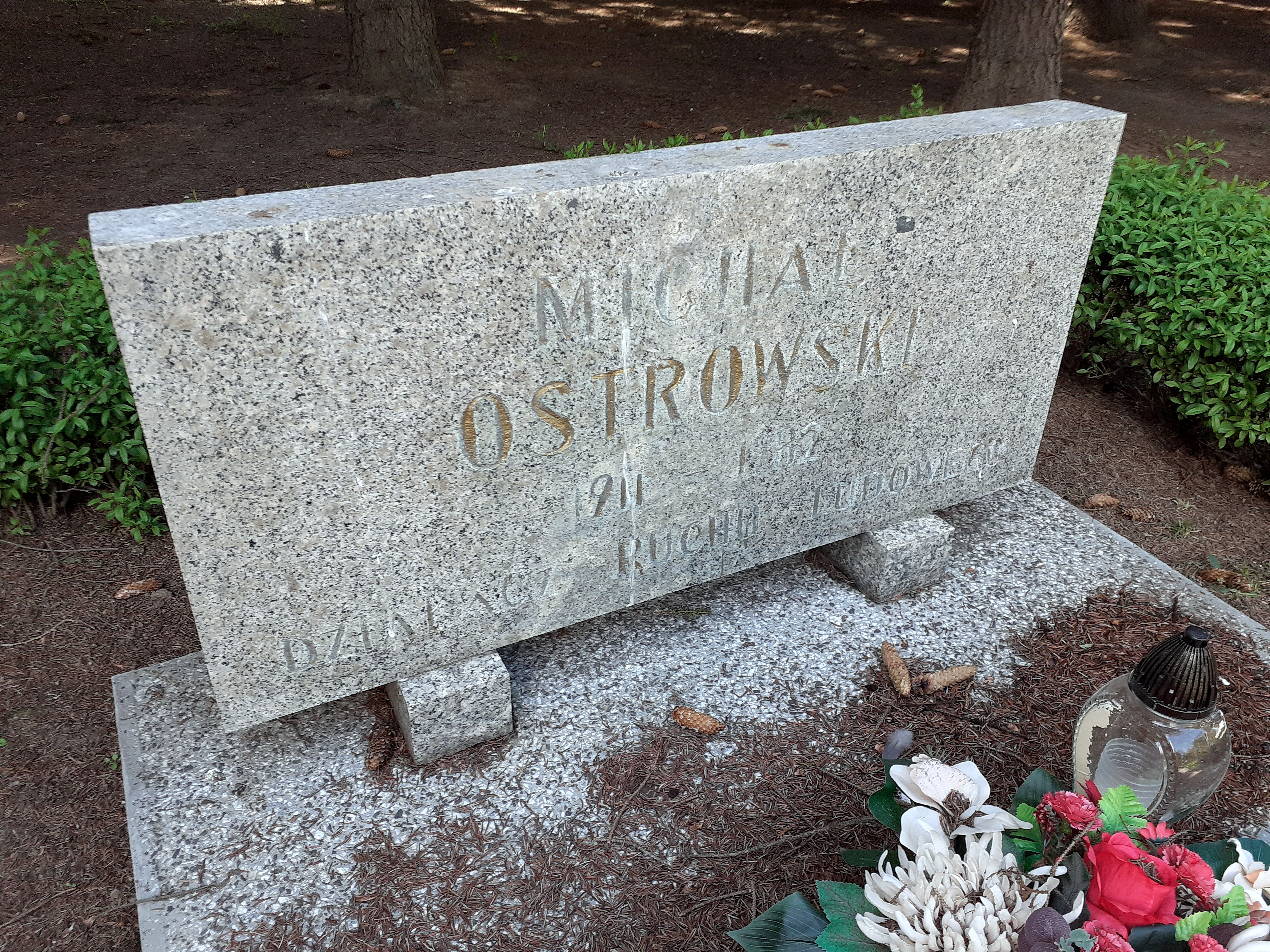
Nagrobek Michała Ostrowskiego

Zmarł 17 sierpnia 1982 w Rzeszowie. Został pochowany w alei zasłużonych na Cmentarzu Wilkowyja w Rzeszowie.

## Odznaczenia
- Order Sztandaru Pracy II klasy (1964)[4]
- Złota Odznaka im. Janka Krasickiego
- Tytuł honorowego obywatela Przemyśla (1961)[5]
- Zasłużony dla województwa rzeszowskiego
- Wpis do „Księgi zasłużonych dla województwa rzeszowskiego” (1975)[6]